# Doris F. Fisher
Doris F. Fisher (1931) é uma empresária bilionária americana, que cofundou as lojas de roupas The Gap com seu falecido marido, Donald Fisher em 1969.

## Início da vida
Nascida Doris Feigenbaum em San Francisco, Califórnia, em uma família judia em 1931, ela é filha de Dorothy Bamberger de Nova York e B. Joseph Feigenbaum. Ela tinha dois irmãos: Ann F. Rossi e Joseph L. Feigenbaum.

## Carreira
Fisher é um notável devoto da arte. Ela emprestou a coleção que ela e seu marido passaram a vida colecionando, que consiste em 1.100 obras de 185 artistas, incluindo Andy Warhol, Ellsworth Kelly e Richard Serra, para o Museu de Arte Moderna de São Francisco, que, por causa de seu apoio, é agora o maior museu de arte moderna dos Estados Unidos
Ela foi nomeada uma das 100 mulheres mais poderosas pela revista Forbes. Ela atuou como curadora da Universidade de Stanford, sua alma mater.

## Ideologia política
Em 2019, foi revelado que Doris, junto com seus filhos Robert J. Fisher, William S. Fisher e John J. Fisher, doou quase US$ 9 milhões a um grupo dark money que se opôs a Barack Obama na eleição de 2012.

## Vida pessoal
Ela era casada com Don Fisher. Seus três filhos – Robert J. Fisher, William S. Fisher e John J. Fisher – continuam administrando o negócio.